# Audi Q3
El Audi Q3 es un automóvil utilitario deportivo (SUV) del segmento C fabricado por la marca alemana Audi. Es un cinco plazas con carrocería de cinco puertas con motor delantero transversal, disponible en versiones de tracción delantera y a las cuatro ruedas.
Después del Audi Q7 y del Audi Q5, el Q3 fue el tercer SUV lanzado por Audi. Se ubica por encima del Audi Q2 y por debajo del Q5, que pertenecen a los segmentos B y D respectivamente. Entre sus rivales se encuentran el Alfa Romeo Tonale, el BMW X1, el BMW X2, el Cupra Formentor, el Mercedes-Benz Clase GLA, el Jaguar E-Pace, el Lexus UX, el Range Rover Evoque y el Volvo XC40.
La primera generación del Q3 (8U) fue producido por SEAT en Martorell (España). En enero de 2016 Audi dio a conocer que la producción de la segunda generación del Audi Q3 (F3) sería trasladada a Hungría en Audi Hungaria Zrt.

## Primera generación (2011-2019)
El Q3 de primera generación (denominación interna 8U) se desempeñó como el SUV compacto de Audi entre 2011 y 2018. Utiliza la plataforma mecánica del Volkswagen Golf V al igual del Volkswagen Tiguan. Se fabricó en la planta de SEAT en Martorell, España.
Presenta una longitud de 4.38 metros, una anchura de 1.82 metros y una altura de 1.60 metros.
 La versión básica, el la Audi Q3 2.0 TDI o TFSI de 140 caballos, ofrece un consumo de menos de 5,2 litros a los cien kilómetros. Este modelo se encuentra con motores de cuatro cilindros tanto en gasolina como diésel.
El 28 de septiembre de 2012, Audi Argentina lanzó al mercado argentino a la primera generación de la Q3. Comparte plataforma con el Audi A3 y se posiciona por debajo de la Q5, llega importada de Alemania. Las tres versiones disponibles están asociadas al mismo motor, pero con diferentes niveles de potencia (170 y 211 cv). El motor de 170 cv, se asocia a una caja manual de seis velocidades o una automática S-Tronic de siete velocidades. El motor de 211 cv, solo con caja automática S-Tronic de siete velocidades. Todas las versiones vienen asociadas a tracción integral permanente Quattro. El equipamiento de seguridad es muy completo: viene de serie con frenos ABS, control de estabilidad, control de tracción y ganchos Isofix para las plazas traseras. En opción, se pueden sumar los airbags laterales traseros y los ganchos Isofix para el asiento del acompañante con desconexión del airbag. Trae varios faltantes de equipamiento, pero se vendieron como opcionales. Viene de serie con llantas forjadas de 16 pulgadas, rueda de auxilio de emergencia, freno de mano eléctrico, luces diurnas de leds, barra de techo negras, aire acondicionado manual (versión 170 cv), climatizador automático (versión 211 cv) y equipo Audi Sound System con 10 parlantes y 180w. De esta manera, la Audi Q3 se vende en tres versiones, sin garantía. 
El 12 de enero de 2016, Audi Argentina lanzó al mercado argentino al restyling de la Audi Q3. Llega importada de España. Se vendió en dos motorizaciones: un 1.4 turbo naftero de 150 cv, que se combina a una caja manual de seis velocidades o caja automática S-Tronic de siete velocidades, solo con tracción delantera. Y otro, 2.0 turbo de 220 cv, caja automática S-Tronic de siete velocidades y tracción integral Quattro. Se rediseñaron las ópticas (faros de serie con Xenón y leds), los paragolpes, la parrilla y las llantas. Viene con sistema Audi Drive Select y la opción de amortiguadores con ajuste de dureza (“activos”). Trae de serie frenos ABS con modo Off-Road, control de estabilidad, control de tracción, siete airbags, freno de colisión secundaria (activa los frenos tras un primer impacto, para evitar un segundo golpe), butaca del conductor con ajuste eléctrico, alerta de punto ciego, alerta de cambio de carril, equipo multimedia MMi Plus con GPS y sistema de reconocimiento de señales de tránsito. De esta manera, la Audi Q3 sigue teniendo tres versiones a la venta, con garantía de tres años o 90.000 kilómetros. 

### Historia del modelo
Se presentó en el Salón del Automóvil de Shanghái de 2007 un prototipo de automóvil que dio un vistazo de lo que sería el Q3; bajo el nombre Audi Cross Coupé Quattro. La presentación formal del modelo de serie también se dio en Shanghái, en el Salón de 2011.
El modelo se introdujo al mercado alemán el 21 de octubre de 2011.
En noviembre de 2014 se presentó ante periodistas en una conferencia de prensa en Múnich el rediseño del vehículo, los vehículos de serie llegaron a los concesionarios en febrero de 2015.
A pesar de que no se había presentado oficialmente un modelo sucesor, Audi detuvo la producción en la fábrica en junio de 2018. Desde ese momento solo se pudo comprar vehículos ya producidos. En total se fabricaron 1,1 millones de vehículos de este Q3. A finales de julio de 2018, Audi presentó al modelo sucesor, el Audi Q3 F3.

#### Fabricación
La decisión de trasladar la fabricación de este modelo a la planta de SEAT de Martorell, fue la desarrollar el proyecto del SEAT Tribu, un concept car presentado en 2007. De este modo desarrollar de forma conjunta estos dos modelos de forma paralela. Pero debido a los problemas de la industria automovilística por la Gran Recesión finalmente sólo se produce el Q3. En 2013 un ERE "temporal" paraliza la producción de este modelo en España.

### Tecnología
Se basó, al igual que el Volkswagen Tiguan de primera generación, en la plataforma PQ35 del grupo Volkswagen. También utilizada por el Audi A3 8P y los VW Golf V y VI.
El Audi Q3 llegó al mercado inicialmente con dos motores a gasolina y dos a diésel:
- El 2,0 l diésel con inyección common-rail y turbocompresor (TDI) se ofrece opcionalmente con una potencia máxima de 103 kW (140 PS) y 130 kW (177 PS).
- El 2,0 l gasolina con inyección directa de gasolina e inyección estratificada turbocargada (TFSI) se ofrece opcionalmente con una potencia máxima de 125 kW (170 PS) y 155 kW (211 PS).

Estos motores generan entre 280 y 380 Nm de Par motor máximo; todas las variantes tienen un sistema start-stop con un freno regenerativo que recupera la energía eléctrica de los frenos.

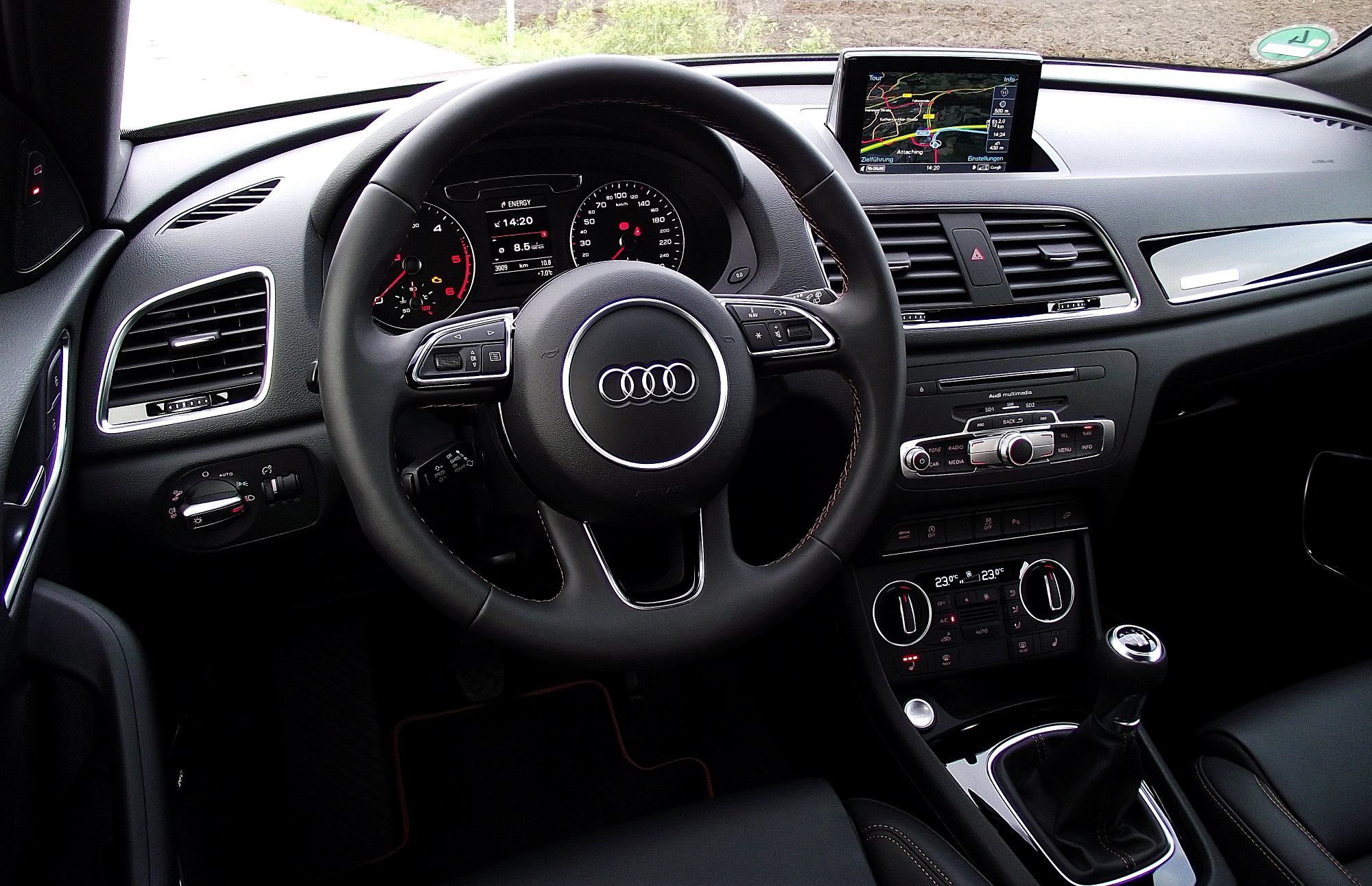
Cabina (2014–2018), incluye Audi MMI

Las variantes a gasolina más potentes del Q3 tienen de serie una transmisión automática de doble embrague de siete marchas S tronic (DO500) que coloca el par motor hasta 600 Newton metro. Este impulsa las cuatro ruedas permanentemente a través de un embrague de tapas múltiples. Las opciones menos potentes tienen una caja de seis marchas. El modelo de entrada TDI de 103 kW solo se ofrece con transmisión delantera. Además del asistente de pendientes de serie, estuvieron disponibles otros sistemas de asistencia de conducción de manera opcional, por ejemplo asistentes de mantenimiento de carril y monitor de punto ciego (Audi active lane assist, Audi side assist) así como diversos ayudantes de estacionamiento.

### RS Q3
El Audi RS Q3 comenzó sus ventas en 2013 con un motor a gasolina cinco cilindros en línea 2,5 litros con turbocompresor e inyección estratificada turbocargada (TFSI), con el que se ofrecía el Audi TT RS 8J y el Audi RS3.
El motor tiene una cilindrada de 2480 centímetros cúbicos y entrega un máximo de 228 kW (310 PS) o 270 kW (367 PS) como RS Q3 performance. El par motor máximo del motor 2,5 litros en el RS Q3 suma 450 Nm y en el RS Q3 performance alcanza los 465 Nm. El RS Q3 solo está disponible con una transmisión de doble embrague de siete marchas.
|                        |
| Audi RS Q3 (2013–2014) |

|                        |
| Audi RS Q3 (2015–2016) |

|                               |
| Audi RS Q3 performance (2016) |

|                                     |
| Compartimento del motor de un RS Q3 |

### Motorizaciones
| Motores de gasolina            | Motores de gasolina              | Motores de gasolina                               | Motores de gasolina                               | Motores de gasolina                               | Motores de gasolina                               | Motores de gasolina              | Motores de gasolina              | Motores de gasolina              | Motores de gasolina                  | Motores de gasolina                  | Motores de gasolina              |
|                                | 1.4 TFSI                         | 1.4 TFSI                                          | 1.4 TFSI                                          | 2.0 TFSI                                          | 2.0 TFSI                                          | 2.0 TFSI                         | 2.0 TFSI                         | 2.0 TFSI                         | 2.5 TFSI (RS Q3)                     | 2.5 TFSI (RS Q3)                     | 2.5 TFSI (RS Q3 Performance)     |
| ------------------------------ | -------------------------------- | ------------------------------------------------- | ------------------------------------------------- | ------------------------------------------------- | ------------------------------------------------- | -------------------------------- | -------------------------------- | -------------------------------- | ------------------------------------ | ------------------------------------ | -------------------------------- |
| Periodo                        | 2016-presente                    | 2013-2014                                         | 2014-presente                                     | 2011-2014                                         | 2014-presente                                     | 2014-presente                    | 2011-2014                        | 2014-presente                    | 2013-2014                            | 2015-presente                        | 2016-presente                    |
| Tipo de motor                  | L4 16v, inyección directa, turbo | L4 16v, inyección directa, turbo                  | L4 16v, inyección directa, turbo                  | L4 16v, inyección directa, turbo                  | L4 16v, inyección directa, turbo                  | L4 16v, inyección directa, turbo | L4 16v, inyección directa, turbo | L4 16v, inyección directa, turbo | L5 20v, inyección directa, turbo     | L5 20v, inyección directa, turbo     | L5 20v, inyección directa, turbo |
| Identificación del motor       |                                  | CHPB                                              | CZDA/CZEA                                         | CCZC                                              | CULB                                              | CCTA                             | CPSA                             | CULC                             | CTSA                                 | CZGA                                 | CZGB                             |
| Diámetro x carrera             | 74,5 mm x 80,0 mm                | 74,5 mm x 80,0 mm                                 | 74,5 mm x 80,0 mm                                 | 82,5 mm x 92,8 mm                                 | 82,5 mm x 92,8 mm                                 | 82,5 mm x 92,8 mm                | 82,5 mm x 92,8 mm                | 82,5 mm x 92,8 mm                | 82,5 mm x 92,8 mm                    | 82,5 mm x 92,8 mm                    | 82,5 mm x 92,8 mm                |
| Cilindrada                     | 1395 cm³                         | 1395 cm³                                          | 1395 cm³                                          | 1984 cm³                                          | 1984 cm³                                          | 1984 cm³                         | 1984 cm³                         | 1984 cm³                         | 2480 cm³                             | 2480 cm³                             | 2480 cm³                         |
| Relación de compresión         | 10.5: 1                          | 10.5: 1                                           | 10.5: 1                                           | 9.3: 1                                            | 9.3: 1                                            | 9.3: 1                           | 9.3: 1                           | 9.3: 1                           | 10.0: 1                              | 10.0: 1                              | 10.0: 1                          |
| Potencia máxima: CV (kW) @ rpm | 125 CV (92 kW) @ 5000            | 150 CV (110 kW) @ 5000-6000                       | 150 CV (110 kW) @ 5000-6000                       | 170 CV (125 kW) @ 4300-6200                       | 180 CV (132 kW) @ 4000-6200                       | 200 CV (147 kW) @ 5100-6000      | 211 CV (155 kW) @ 5000-6200      | 220 CV (162 kW) @ 4500-6200      | 310 CV (228 kW) @ 5200-6700          | 340 CV (250 kW) @ 5300-6700          | 367 CV (270 kW) @ 5550-6800      |
| Par máximo: Nm @ rpm           | 220 Nm @ 1500-3500               | 250 Nm @ 1500-3500                                | 250 Nm @ 1500-3500                                | 280 Nm @ 1700-4200                                | 320 Nm @ 1400-3900                                | 280 Nm @ 1700-5000               | 300 Nm @ 1800-4900               | 350 Nm @ 1500-4400               | 420 Nm @ 1500-5200                   | 450 Nm @ 1600-5300                   | 465 Nm @ 1625-5500               |
| Tracción                       | Delantera                        | Delantera                                         | Delantera                                         | Total (Quattro)                                   | Delantera / Total (Quattro)                       | Delantera / Total (Quattro)      | Total (Quattro)                  | Total (Quattro)                  | Total (Quattro)                      | Total (Quattro)                      | Total (Quattro)                  |
| Transmisión                    | Manual, 6 velocidades            | Manual, 6 velocidades / Automática, 6 velocidades | Manual, 6 velocidades / Automática, 6 velocidades | Manual, 6 velocidades / Automática, 7 velocidades | Manual, 6 velocidades / Automática, 7 velocidades | Automática, 6 velocidades        | Automática, 7 velocidades        | Automática, 7 velocidades        | Automática, 7 velocidades            | Automática, 7 velocidades            | Automática, 7 velocidades        |
| Peso                           | 1460 kg                          | 1460–1480 kg                                      | 1460–1480 kg                                      | 1585–1630 kg                                      | 1495-1615 kg                                      | 1585-1670 kg                     | 1640 kg                          | 1640 kg                          | 1730 kg                              | 1730 kg                              | 1730 kg                          |
| Aceleración 0–100 km/h         | 10.8 s                           | 8.9-9.2 s                                         | 8.9-9.2 s                                         | 7.8-8.2 s                                         | 7.6-8.2 s                                         | 7.9-8.3 s                        | 6.9 s                            | 6.4 s                            | 5.5 s                                | 4.8 s                                | 4.4 s                            |
| Velocidad máxima               | 194 km/h                         | 200-203 km/h                                      | 204 km/h                                          | 212 km/h                                          | 217 km/h                                          | 209 km/h                         | 230 km/h                         | 233 km/h                         | 250 km/h (Limitada electrónicamente) | 250 km/h (Limitada electrónicamente) | 270 km/h                         |
| Consumo combinado (L/100 km)   | 5.8                              | 5.9-6.2                                           | 5.5-5.8                                           | 7.3-7.7                                           | 6.4-6.8                                           | 8.0                              | 7.7                              | 6.6                              | 8.8                                  | 8.4                                  | 8.6                              |

| Periodo                        | 2014-presente                                      | 2011-2014                                          | 2014-presente                                      | 2014-presente                                      | 2011-2014                                          | 2014-presente                                      |
| Tipo de motor                  | L4 16v, inyección directa, Common-Rail, turbo, DPF | L4 16v, inyección directa, Common-Rail, turbo, DPF | L4 16v, inyección directa, Common-Rail, turbo, DPF | L4 16v, inyección directa, Common-Rail, turbo, DPF | L4 16v, inyección directa, Common-Rail, turbo, DPF | L4 16v, inyección directa, Common-Rail, turbo, DPF |
| Identificación del motor       | CUVD                                               | CFFB                                               | CUVB                                               | CUVC                                               | CFGC/CLLB                                          | CUWA                                               |
| Diámetro x carrera             | 81,0 mm × 95,5 mm                                  | 81,0 mm × 95,5 mm                                  | 81,0 mm × 95,5 mm                                  | 81,0 mm × 95,5 mm                                  | 81,0 mm × 95,5 mm                                  | 81,0 mm × 95,5 mm                                  |
| Cilindrada                     | 1968 cm³                                           | 1968 cm³                                           | 1968 cm³                                           | 1968 cm³                                           | 1968 cm³                                           | 1968 cm³                                           |
| Relación de compresión         | 16.2: 1                                            | 16.0: 1                                            | 16.0: 1                                            | 16.0: 1                                            | 16.5: 1                                            | 16.0: 1                                            |
| Potencia máxima: CV (kW) @ rpm | 120 CV (88 kW) @ 3250-4500                         | 140 CV (103 kW) @ 4200                             | 150 CV (110 kW) @ 3500-4000                        | 150 CV (110 kW) @ 3500-4000                        | 177 CV (130 kW) @ 4200                             | 184 CV (135 kW) @ 3500-4000                        |
| Par máximo: Nm @ rpm           | 290 Nm @ 1500-2750                                 | 320 Nm @ 1750-2500                                 | 340 Nm @ 1750-3000                                 | 340 Nm @ 1750-3000                                 | 380 Nm @ 1750-2500                                 | 380 Nm @ 1800-3250                                 |
| Tracción                       | Delantera                                          | Delantera / Total (Quattro)                        | Delantera                                          | Delantera / Total (Quattro)                        | Delantera / Total (Quattro)                        | Delantera / Total (Quattro)                        |
| Transmisión                    | Manual, 6 velocidades / Automática 7 velocidades   | Manual, 6 velocidades / Automática 7 velocidades   | Manual, 6 velocidades                              | Manual, 6 velocidades / Automática 7 velocidades   | Manual, 6 velocidades / Automática 7 velocidades   | Manual, 6 velocidades / Automática 7 velocidades   |
| Peso                           | 1560-1590 kg                                       | 1520–1645 kg                                       | 1560 kg                                            | 1560-1680 kg                                       | 1565-1660 kg                                       | 1595-1700 kg                                       |
| Aceleración 0–100 km/h         | 10.9 s                                             | 9.9 s                                              | 9.6 s                                              | 9.3-9.6 s                                          | 8.1-8.3 s                                          | 7.9-8.2 s                                          |
| Velocidad máxima               | 190 km/h                                           | 197-202 km/h                                       | 204 km/h                                           | 204 km/h                                           | 212-218 km/h                                       | 219 km/h                                           |
| Consumo combinado (L/100 km)   | 4.6-4.9                                            | 5.2-5.8                                            | 4.4                                                | 4.6-5.1                                            | 5.5-5.9                                            | 5.1-4.9                                            |

### Galería
|               |
| Vista trasera |

|          |
| Interior |

|                     |
| Nuevo frontal 2015. |

|                                 |
| Parte trasera del rediseño 2015 |

## Segunda generación (2018-presente)
El Q3 (Typ F3) es la segunda generación del SUV compacto del fabricante Audi. Se fabrica desde 2018. En el IAA de 2019 se presentó una nueva variante del modelo con una carrocería cupé denominada como Audi Q3 Sportback. 
El 11 de junio de 2020, Audi Argentina lanzó a la segunda generación de la Audi Q3. Reemplaza a la Q3 de primera generación y llega importada de Hungría. Hay dos motorizaciones disponibles: 35 TFSi (1.4 turbonaftero, de 150 cv y 250 Nm) y 40 TFSi (2.0 turbonaftero, de 180 cv y 320 Nm). Se combinan con caja automática S-Tronic de doble embrague y siete marchas. Tracción delantera para los 35 TFSi e integral Quattro para los 40 TFSi. Lamentablemente, carece de asistencias a la conducción. Viene de serie con llantas de 18 pulgadas, techo panorámico y pantalla multimedia de 8.8 pulgadas (con Apple CarPlay y Android Auto). De esta manera, la gama de la Q3 se redujo a solo dos versiones, con garantía de tres años o 90.000 kilómetros. Sigue a la venta en 2023. 
El 11 de junio de 2020, Audi Argentina lanzó a la primera generación de la Audi Q3 Sportback. Llega importada de Hungría. Hay dos motorizaciones disponibles: 35 TFSi (1.4 turbonaftero, de 150 cv y 250 Nm) y 40 TFSi (2.0 turbonaftero, de 180 cv y 320 Nm). Se combinan con caja automática S-Tronic de doble embrague y siete marchas. Tracción delantera para los 35 TFSi e integral Quattro para los 40 TFSi. Lamentablemente, carece de asistencias a la conducción. Viene de serie con llantas de 18 pulgadas, techo panorámico y pantalla multimedia de 8.8 pulgadas (con Apple CarPlay y Android Auto). De esta manera, la gama de la Q3 Sportback tiene tres versiones, 35 TFSI, 40 TFSI y 40 TFSI S-Line,    
con garantía de tres años o 90.000 kilómetros. Sigue a la venta en 2023. 
El 16 de julio de 2024, Audi Argentina lanzó en Argentina a la Audi RS Q3 Sportback. Se trata de la versión deportiva de la Audi Q3 Sportback. Complementa la gama de la Q3 Sportback lanzada en junio de 2020. Llega importada de Hungría. Tiene un motor 2.5 cinco cilindros de 400 cv y 480 Nm, caja automática S-Tronic y tracción integral Quattro. Lo mejor son las prestaciones: acelera de 0 a 100 en 4.5 segundos y su velocidad maxima es de 250 KM/H. Su sonido es lo mejor posible, por tener un motor de cinco cilindros y un escape preparado. Como todos los Audi deportivos, es cara. Tardó en llegar, en algunos mercados se vende desde el 2020, e incluso también se ofrece la RS Q3, variante deportiva de la Q3 con carrocería convencional. Viene de serie con llantas de 21 pulgadas, suspensión deportiva con Dynamic Chassic Control, equipo de audio Sonos Premium Sound System de 15 parlantes, faros Matrix Led y asiento trasero con desplazamiento longitudinal para ampliar la capacidad del baúl. Garantía de tres años o 100.000 kilómetros. 
|                                   |
| Audi Q3 F3 en Stuttgart-Vaihingen |

|            |
| Audi RS Q3 |

|                   |
| Audi Q3 Sportback |

### Historia del modelo y producción
El vehículo se presentó el 25 de julio de 2018 y se produce en serie en Audi Hungaria en Győr como el modelo sucesor del Q3 8U desde el 28 de agosto de 2018. La presentación formal se dio en el Salón del Automóvil de París del mismo año.

### Equipo
Hay cuatro líneas de equipo para el vehículo: Q3, Q3 advance, Q3 S line y Q3 Black line edition.

#### Infoentretenimiento
El panel de instrumentos digital llamado Audi virtual cockpit viene de serie con un display de 10 pulgadas; de manera opcional está disponible el display con 12,3 pulgadas con visualización 3D. En medio del tablero de instrumentos hay un display adicional para el sistema de infoentretenimiento.

#### Interior
Los asientos traseros pueden desplazarse hasta 150 milímetros y ajustarse en inclinación en siete posiciones.

### Tecnología
El vehículo se construye sobre la plataforma MQB del Grupo Volkswagen.

#### Chasis

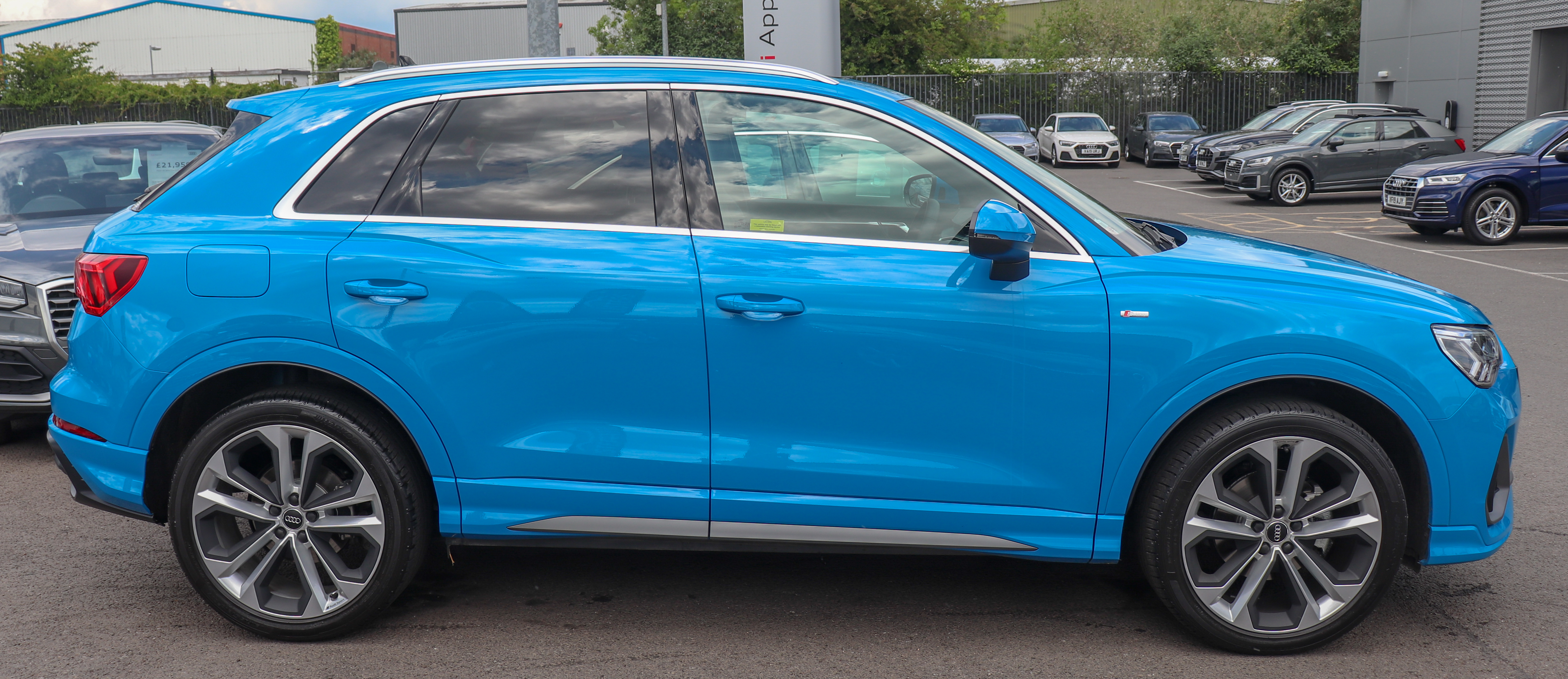
Vista lateral de un Q3 S Line 35 TDI en Inglaterra

El eje delantero utiliza una suspensión McPherson-Federbein, el eje trasero tiene una suspensión de cuatro brazos. De manera opcional están disponibles amortiguadores regulables. La dirección, con una conversión de 14,8:1 es una dirección electromecánica con asistencia de motor dependiente de la velocidad. Otro opcional disponible es la llamada "dirección progresiva" con conversión variable de 14,8:1 en la posición central hasta 11,4:1 en el ángulo de giro completo.

#### Seguridad
De serie vienen los faros con luz de marcha diurna LED, luces de cruce y de carretera, así como una luz de matrícula LED, las direccionales delanteras y las luces traseras vienen con bombillas convencionales. Las luces LED completas, faros Matrix-LED y luces traseras LED tienen un costo adicional. En la prueba de impacto de Euro NCAP realizada en 2018 al vehículo se le otorgaron cinco estrellas.
| Resultados de prueba Euro NCAP | Resultados de prueba Euro NCAP | Resultados de prueba Euro NCAP |
| ------------------------------ | ------------------------------ | ------------------------------ |
| Audi Q3 (2018)                 |                                |                                |
| Prueba                         | Puntuación                     | %                              |
| General:                       | 5/5 estrellas                  | 5/5 estrellas                  |
| Ocupante adulto                | 36.2                           | 95%                            |
| Ocupante infantil              | 42.5                           | 86%                            |
| Transeúnte                     | 36.7                           | 76%                            |
| Asistencias de seguridad       | 11.1                           | 85%                            |

#### Motores
Desde su introducción al mercado el vehículo está disponible con dos motores a gasolina R4 turbocargados con inyección directa de gasolina en tres niveles de desempeño, 110 kW (35 TFSI, cilindrada 1,5 litros), 140 kW (40 TFSI, cilindrada de 2,0 litros), o 169 kW (45 TFSI, cilindrada de 2,0 litros). En cuanto a los motores diésel, hay un motor 2,0 litros con turbocargador e inyección Common-rail en dos escalas con una potencia máxima de 110 kW y 140 kW con las denominaciones 35 TDI y 40 TDI respectivamente.

#### Tren de potencia
Los 35 TFSI y 35 TDI están disponibles con tracción delantera. Las variantes restantes tienen tracción integral de serie, entre las cuales el 35 TDI se puede acoplar a una caja de cambios manual de seis marchas. Los 40 TFSI, 45 TFSI y 35 TDI (con tracción delantera) tienen una caja de cambios de doble embrague de 7 marchas de serie, disponible en la 35 TFSI con costo extra.